# Bluszczyk kosmaty
Bluszczyk kosmaty (Glechoma hirsuta Waldst. & Kit.)  – gatunek rośliny należący do rodziny jasnotowatych. Występuje w południowo-wschodniej i wschodniej Europie – zachodnia granica zasięgu biegnie przez Włochy, Austrię, Czechy i Polskę, dalej na wschodzie obecny jest na Półwyspie Bałkańskim, Białorusi, Ukrainie, w środkowej i wschodniej europejskiej części Rosji. W Polsce jest częsty w Karpatach, rozproszony na pozostałym obszarze południowo-wschodniej części kraju i nieliczny przy krańcach północno-wschodnich (w rejonie Puszczy Białowieskiej). 

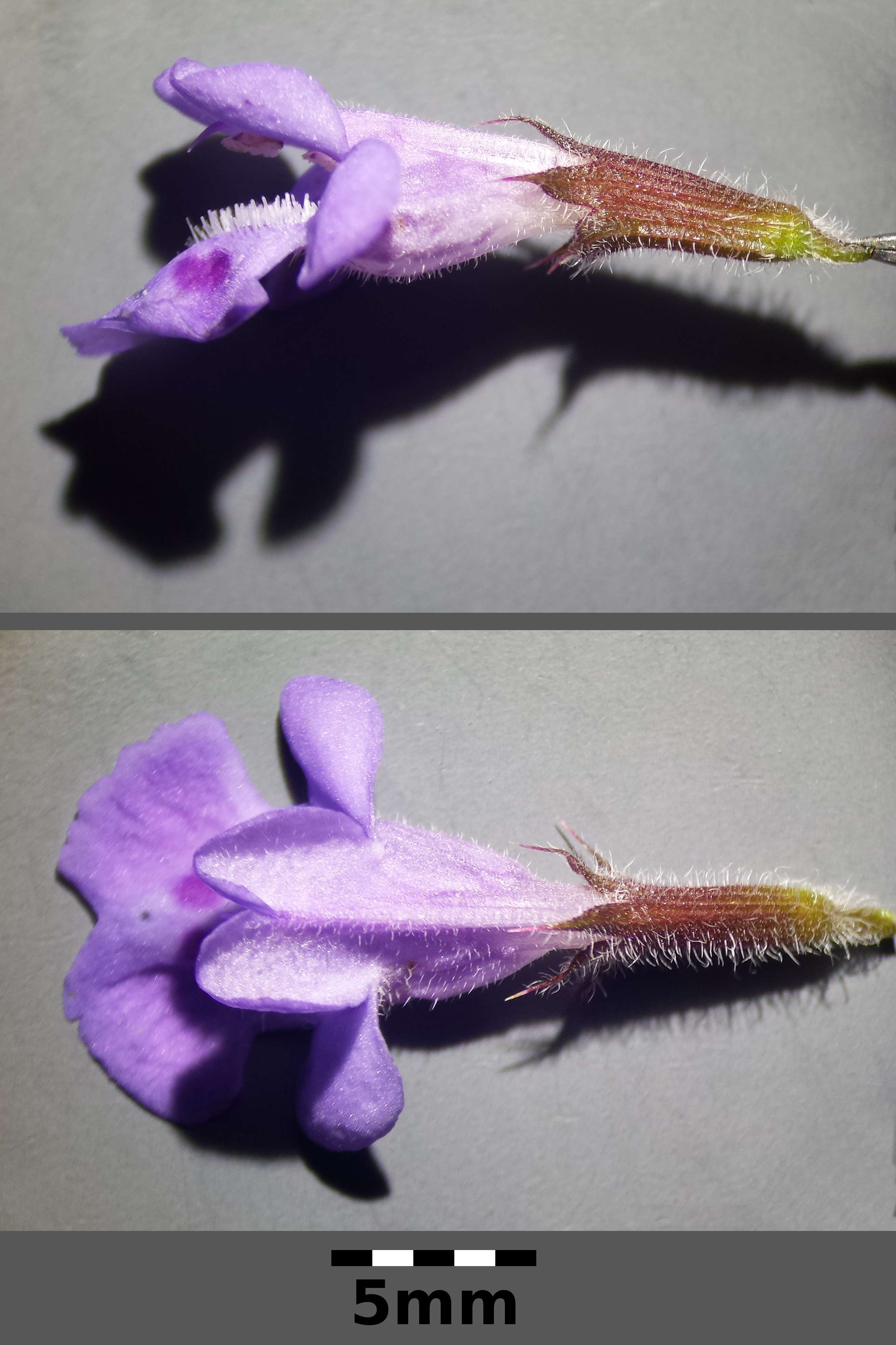
Kwiat

## Morfologia
PokrójRoślina zielna o łodygach pełzających i podnoszących się do 60 cm długości, z długimi pełzającymi rozłogami. Pędy odstająco, szorstko i zwykle gęsto owłosione.
LiścieNaprzeciwległe, na ogonkach podobnej długości jak blaszka lub krótszych (od 2 do 5 cm długości). Blaszka dolnych liści nerkowata, a górnych sercowata lub okrągławo sercowata, na brzegach grubo karbowana. Liście są owłosione, zwłaszcza od spodu.
KwiatyWyrastają po 1–3, rzadziej 4, w kątach górnych i środkowych liści. Osadzone są na krótkich (2–4 mm) szypułkach z dwoma drobnymi i lancetowato szydlastymi podkwiatkami. Kielich rurkowaty do rurkowatodzwonkowatego, długości 7–10 mm, z lancetowato szydlastymi ząbkami zwieńczonymi szczecinką, co najwyżej dwa razy krótszymi od rurki. Korona długości 20–25 mm, blado niebieskofioletowa, wewnątrz z ciemniejszymi plamkami. Rurka korony w dole wąska, w górze rozszerzona w owłosioną gardziel. Górna warga dwuklapowa, dolna trzyklapowa, środkowa klapa płaska i całobrzega. Pręciki zbliżone parami, przy czym górna para jest dłuższa od dolnej. Pylniki rozchylone są pod kątem prostym. Szyjka słupka podobnej długości jak korona, rozwidlona na szczycie.
OwoceRozłupnia rozpadająca się na cztery rozłupki, owalne, drobno brodawkowate.
Gatunek podobnyBluszczyk kurdybanek ma pędy zwykle nagie lub skąpo owłosione (ale zdarzają się też rośliny silniej owłosione), koronę kwiatu ma krótszą – osiąga 10–18 mm długości, kielich także ma krótszy – osiąga 5–7 mm długości, ząbki kielicha ma szersze – trójkątne do trójkątnie lancetowatych, 3–4 razy krótsze od rurki korony.

## Biologia i ekologia
Bylina, geofit, hemikryptofit. Kwitnie od kwietnia do czerwca. 
Liczba chromosomów 2n = 36. 
Rośnie w lasach liściastych i zaroślach. W górach rośnie po piętro lasów liściastych (w Polsce regiel dolny). Zwykle w półcieniu, na glebach świeżych i żyznych, umiarkowanie kwaśnych do zasadowych.
W fitosocjologii zbiorowisk roślinnych w Polsce uznawany jest za gatunek wyróżniający dla zespołu żyznej buczyny karpackiej Dentario glandulosae-Fagetum. Występuje także w jaworzynach i grądach subkontynentalnych.

## Zmienność
Tworzy mieszańce z bluszczykiem kurdybankiem (Glechoma hederacea) – Glechoma ×pannonica Borbas, który opisywany jest jako często występujący na obszarach współwystępowania obu gatunków rodzicielskich.